# Urbain VI
Pour les articles homonymes, voir Urbain.
Urbain VI, né Bartolemeo Prignano en 1318 à Itri et mort le 15 octobre 1389 à Rome, est le 202e pape de l'Église catholique romaine.

## Biographie
Il est le premier pape né en péninsule italique depuis le retour du Saint-Siège dans la ville éternelle (le 17 janvier 1377). Il est élu pape à Rome et succède au dernier pape d'Avignon Grégoire XI au mois d'avril 1378.
C'est un pape très autoritaire ; le collège des cardinaux, composé majoritairement de cardinaux français, lui reproche alors d'avoir été élu sous la pression de la population romaine en insurrection. Il est le dernier homme élu pape alors qu'il n'était pas cardinal, a fortiori pas électeur.
Urbain VI se rend tellement odieux auprès des cardinaux français que, six mois plus tard et malgré les avertissements et les reproches de la mystique Catherine de Sienne, ceux-ci se réfugient à Fondi dans le royaume de Naples et élisent l'un des leurs, Robert de Genève, qui prend le nom de Clément VII. Celui-ci reçoit bientôt l'appui du roi Charles V de France qui espère voir la papauté s'installer de nouveau à Avignon afin de pouvoir mieux la contrôler.
Effectivement, Clément VII s'installe à Avignon, d'où il entreprend de lutter contre Urbain VI.
Ce dernier perd peu à peu ses alliés, devenant un tyran paranoïaque. Il fait torturer et disparaître ses propres cardinaux  mais nomme 29 cardinaux afin de contrer les rebelles. Il meurt le 15 octobre 1389.
C'est le début du grand schisme d’Occident, qui verra deux (et même parfois trois) papes sur le trône de saint Pierre et qui ne prendra fin qu'en 1417 avec le concile de Constance.
Il excommunie en 1380 la reine de Naples Jeanne Ire et couronne l'année suivante le nouveau roi de Naples, Charles III, qui exécutera Jeanne Ire en 1382.
Les relations entre Urbain VI et Charles III se détériorent après que Charles III avait refusé de conférer la principauté de Capoue à l'un de ses neveux.
Cette mauvaise relation avec le royaume de Naples est aussi visible avec le successeur de Charles III, Ladislas Ier. Urbain VI opère des pressions lors des premières années de règne de celui-ci. À l'aube du XVe siècle, Ladislas finit par s'imposer vis-à-vis de la papauté.

Carte historique du grand schisme d’Occident.
Pays reconnaissant le pape de Rome
Pays reconnaissant le pape d'Avignon
Pays ayant modifié leur soutien